# Tratzenzwinger
Der Tratzenzwinger ist Teil der Befestigung der Pegnitzzuflüsse der letzten Nürnberger Stadtbefestigung.

## Lage und Umgebung
Im Bereich der Pegnitzeinläufe auf der östlichen Seite der Stadtmauer erstreckt sich auf dem östlichen Ende der Insel Schütt zwischen den beiden Pegnitzarmen der Zwinger, dahinter erheben sich die Türme Blaues A und Schwarzes Z.
An der nördlichen Seite liegt das Kasemattentor, das zur Wöhrder Wiese führt. Angebaut ist ein sogenanntes Holzsprengwerk (ein hölzerner Wehrgang) in der Stadtmauer, das den nördlichen Pegnitzarm überspannt; auf der anderen Pegnitzseite liegt das Hübnerstor. An der südlichen Seite des Tratzenzwingers schließt sich eine gewölbte Flussüberbrückung aus Stein an.

## Geschichte und heutige Nutzung
Auf älteren Fundamenten wurde der Zwinger bis 1547 neu errichtet, die beiden Türme wurden für die Aufstellung von Kanonen umgebaut. Der Name Tratzenzwinger stammt von der bis 1824 dort bestehenden Zwingerwirtschaft des Johann Mathias Dratz. Durch die nördliche halbrunde Streichwehr wurde 1848 ein Fußgängertunnel, das Kassemattentor, gebrochen. Im Zweiten Weltkrieg wurden die beiden Türme schwer beschädigt.
1977 begann die (u. a. von der Diehl Stiftung gesponserte) Erneuerung des Stumpfes von Turm Blaues A, der seit 1980 mit Teilen der Bastei vom Kreisjugendring Nürnberg-Stadt als Geschäftsstelle und Veranstaltungsort genutzt und nun Stadtturm Tratzenzwinger genannt wird. 2009 wurde zwischen Turm und Stadtmauer ein roter Anbau errichtet.
Der Turm Schwarzes Z (auch Wehrturm Tratzenzwinger genannt) wird nach dem u. a. durch Kurt Klutentreter gesponserten Aufbau seit 1996 als Krakauer Haus genutzt, das auch Teile der Bastei verwendet. Neben der Repräsentanz der Stadt Krakau sind dort ein Reisebüro und ein Restaurant untergebracht. Der Zwinger wird als Biergarten genutzt.

## Bilder
Die Bilder sollen einen Überblick über den Tratzenzwinger liefern. Sie wurden außerhalb der Stadtmauer aufgenommen und beginnend im Süden mit der Brücke über den linken Pegnitzarm und endend im Norden mit der Brücke über den rechten Pegnitzarm.

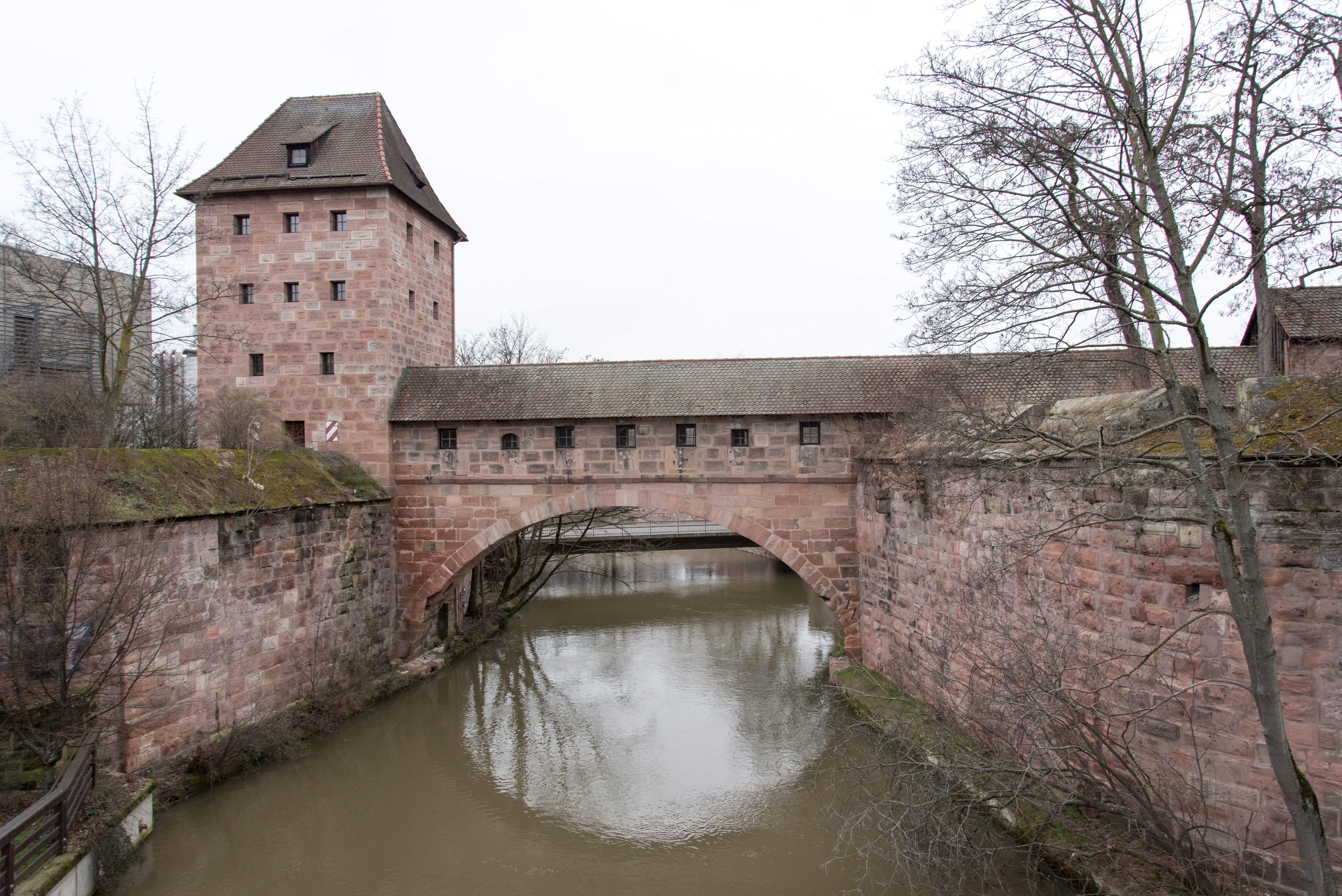
Turm Blaues B und Überbrückung über den linken Pegniztarm
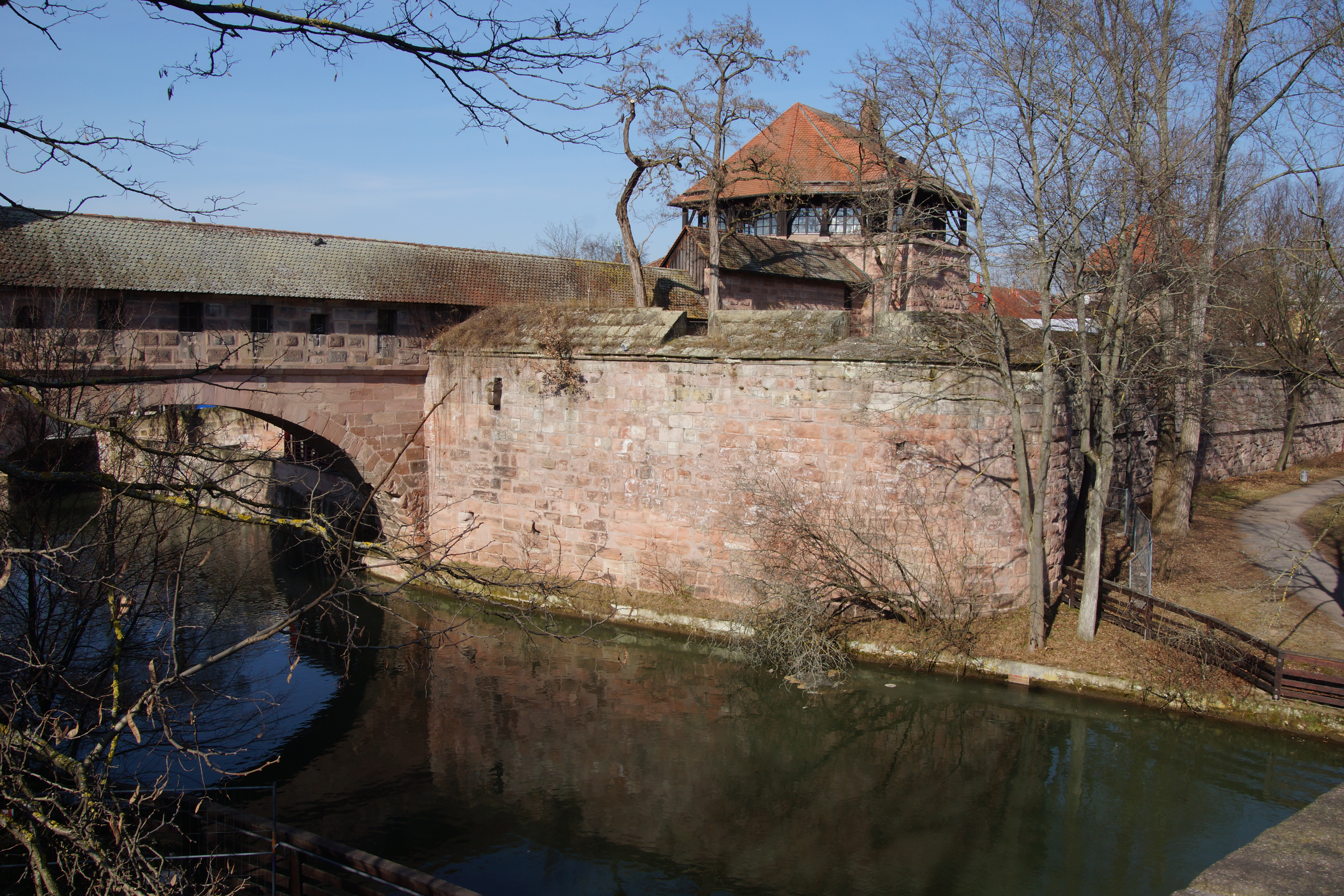
Überbrückung über den linken Pegniztarm und Turm Blaues A
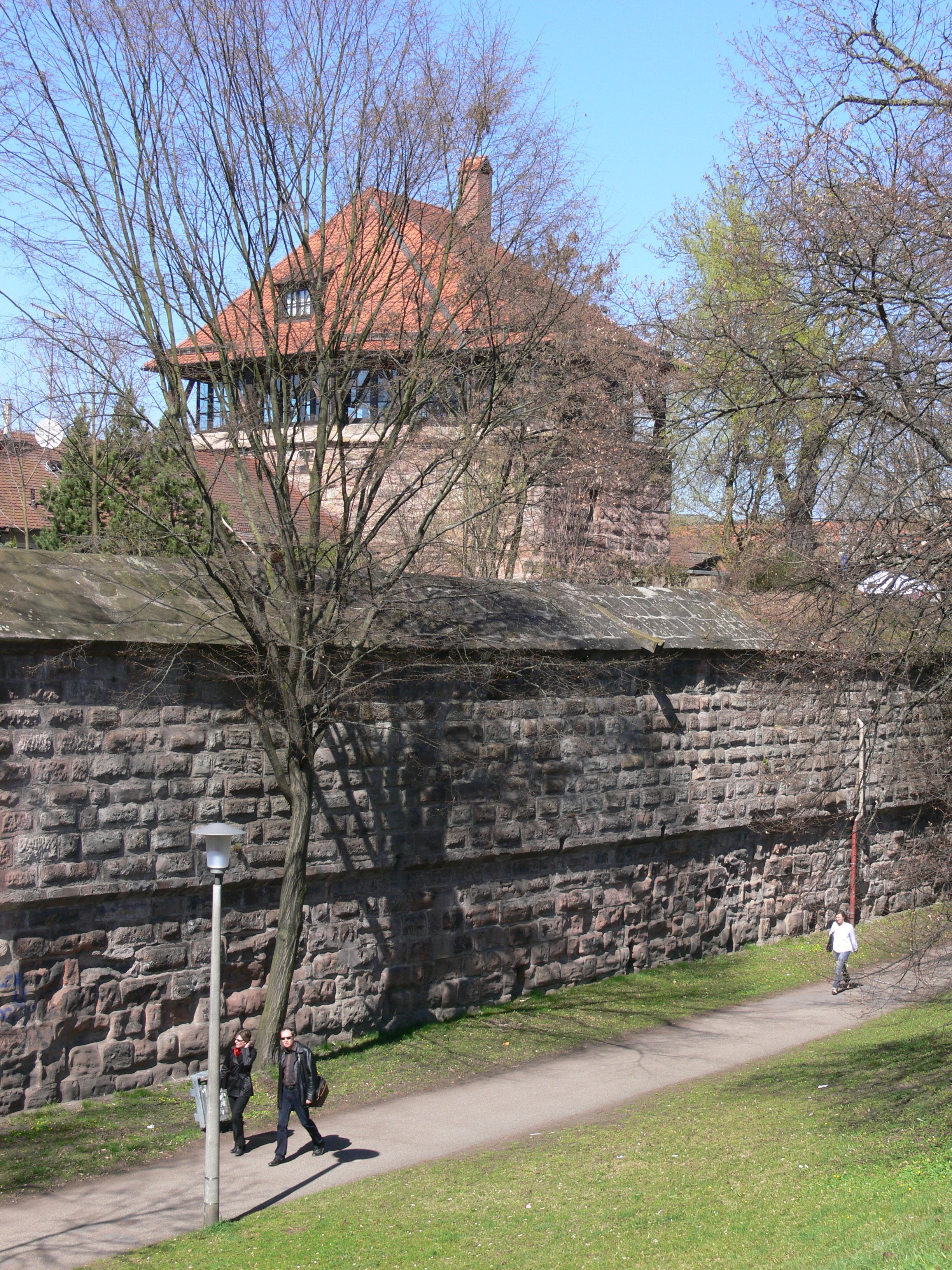
Turm Schwarzes Z
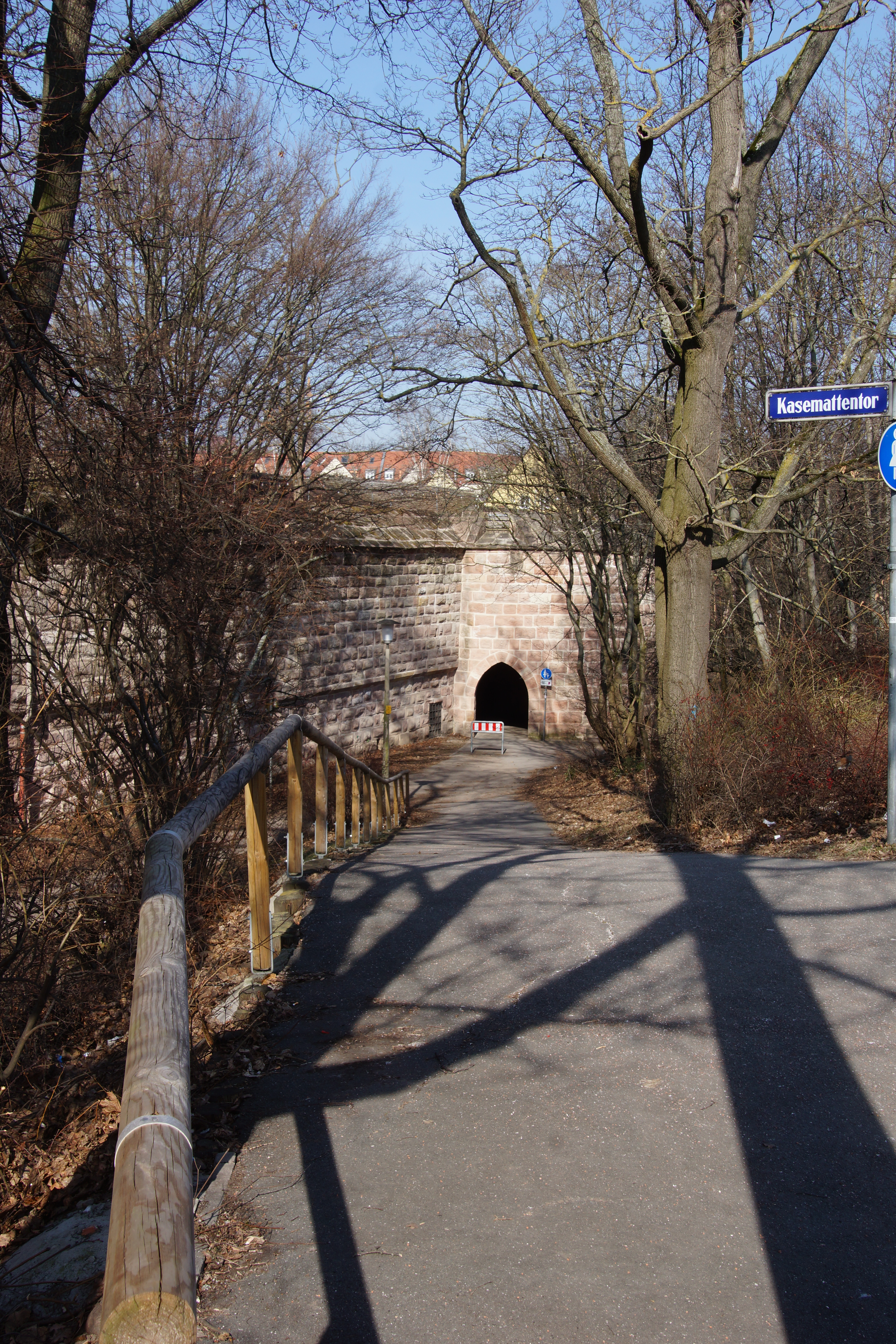
Kassemattentor
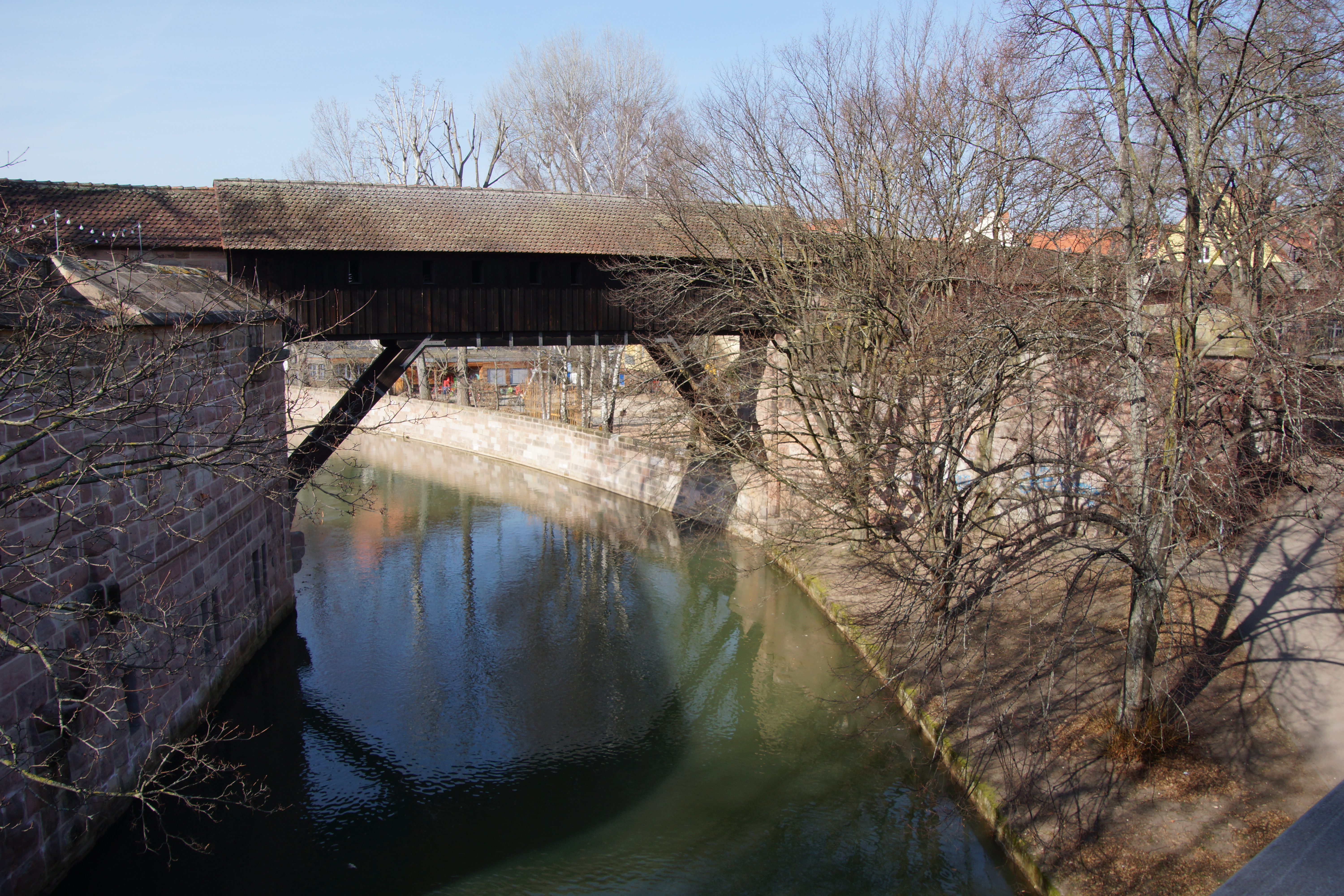
Holzsprengwerk über den rechten Pegnitzarm. Daran anschließend beginnt die Laufertormauer